# یواس‌اس جان جی پاورز (دی‌ای-۵۲۸)
یواس‌اس جان جی پاورز (دی‌ای-۵۲۸) (به انگلیسی: USS John J. Powers (DE-528)) یک کشتی بود که طول آن ۲۸۹ فوت ۵ اینچ (۸۸٫۲۱ متر) بود. این کشتی در سال ۱۹۴۳ ساخته شد.